# Деббі Роу
Дебора Жанна Роу (англ. Deborah Jeanne Rowe, 6 грудня 1958) — американська асистентка дерматолога, яка була одружена з поп-музикантом Майклом Джексоном, від якого мала двох дітей. Вона живе в Палмдейлі, Каліфорнія.

## Раннє життя
Деббі Роу народилася 6 грудня 1958 року в Спокані, штат Вашингтон, у сім'ї Барбари Чілкатт і Гордона Роу. Її батько розлучився з матір'ю за кілька тижнів до її другого дня народження. Її виховували мати, кілька тіток і бабуся по материнській лінії.
Роу вийшла заміж за Річарда Едельмана в 1982 році і прийняла іудаїзм. Пара розлучилася через шість років у 1988 році.

## Стосунки з Майклом Джексоном
Роу познайомилась з Майклом Джексоном, працюючи асистентом у дерматологічному кабінеті Арнольда Кляйна, де Джексон лікувався від вітіліго. Вона нагадала, що після розлучення Джексона з Лізою Марі Преслі в 1996 році він був засмучений тим, що може не стати батьком. Роу, давня прихильниця Джексона, запропонувала народити йому дітей. В інтерв'ю «Playboy» Ліза Марі заявила, що вона знала в той час, коли вони з Джексоном були одружені, що Роу хоче мати від нього дітей і що Роу «закохана в нього».

### Діти і шлюб

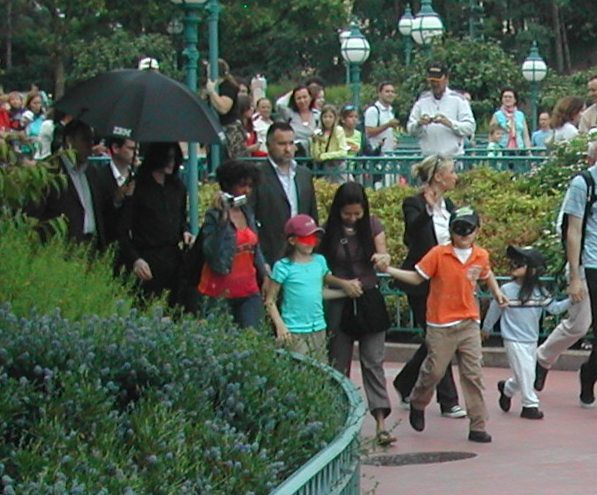
Майкл Джексон зі своїми трьома дітьми Періс, Прінсом і Бланкетом (перші двоє з яких є найстаршими і народжені Роу), у паризькому Діснейленді в 2006 році.

У 1996 році у Роу стався викидень, який її спустошив. Джексон втішав її весь шлях, і було оголошено, що Роу знову вагітна в 1996 році; вони одружилися 14 листопада 1996 року в Сіднеї, Австралія.
У Роу був син Майкл Джозеф Джексон-молодший  (народився 13 лютого 1997 року в медичному центрі Cedars-Sinai в Лос-Анджелесі), якого згодом прозвали Принцом. Наступного року вона народила доньку Періс Джексон (народилася 3 квітня 1998 року в клініці Spaulding Pain Medical Clinic у Беверлі-Гіллз у Лос-Анджелесі). Джексон взяв на себе повну відповідальність за виховання дітей.

### Розлучення
Роу, яка називала себе закритою особою і майже ніколи не давала інтерв'ю, була приголомшена розголосом, який прийшов після шлюбу з Джексоном. У квітні 2000 року пара розлучилася, і Роу передала Джексону повну опіку над дітьми. Роу отримала 8 мільйонів доларів і будинок у Беверлі-Гіллз, Каліфорнія. Судові документи свідчать, що вона підписала передшлюбний договір і тому не могла отримати рівний розподіл спільного майна згідно із законодавством Каліфорнії.
У 2001 році Роу звернулася до приватного судді з вимогою позбавити її батьківських прав на двох дітей. У 2004 році, після того як Джексона звинуватили в 10 пунктах жорстокого поводження з дітьми, вона звернулася до суду, щоб скасувати рішення. За даними Єврейського телеграфного агентства, Роу, яка є єврейкою, домагалася скасування частково через те, що боялася, що няня та деякі з братів і сестер Джексона знайомлять дітей з вченнями Нації ісламу. У судових документах від 2005 року зазначалося, що «оскільки вона єврейка, Дебора боялася, що з дітьми можуть погано поводитися, якщо Майкл продовжить спілкуватися». Під час виступу у справі «Народ проти Джексона» у 2005 році вона пояснила, що їй дозволяли відвідувати своїх дітей обмежено по вісім годин кожні 45 днів.
У 2005 році Роу продала свій будинок у Беверлі-Гіллз за 1,3 мільйона доларів і купила ранчо в Палмдейлі. У 2006 році вона подала до суду на Джексона за одну негайну виплату в розмірі 195 000 доларів США та одну виплату в розмірі 50 000 доларів США для продовження справи про опіку над дітьми. Джексона зобов'язали виплатити їй 60 000 доларів судових витрат.

## Після смерті Джексона
Після смерті Джексона 25 червня 2009 року Роу зробила через свого адвоката заяви, щоб спростувати низку пліток, у тому числі повідомлення про те, що вона не була біологічною матір'ю дітей. і що вона намагалася виторгувати свої батьківські права на гроші.
У липні 2009 року вона подала позов про наклеп і вторгнення в приватне життя проти джерела, яке передало передбачувані приватні електронні листи телевізійній розважальній програмі новин «Extra», а 3 березня 2010 року вона виграла позов про наклеп. Їй присудили 27 000 доларів компенсації, хоча спочатку вона вимагала 500 000 доларів.
У серпні 2009 року Роу досягла угоди з Кетрін Джексон, опікункою дітей, згідно з якою Роу має право на відвідування під наглядом.
У квітні 2014 року Роу оголосила на «Entertainment Tonight», що вона заручена з музичним продюсером і колишнім відеооператором «Neverland Ranch» Марком Шаффелем, який працював з Джексоном над його благодійним синглом «What More Can I Give» 11 вересня. Шаффель був єдиним співробітником Джексона, якому було дозволено відвідувати Роу після їхнього розлучення в 1999 році, і він допомагав Роу з її проблемами зі здоров'ям.

## Здоров'я
У 2016 році у Роу виявили рак грудей.

## У масовій культурі
Роу зіграла Ейпріл Телек у фільмі 2004 року «Людина в дзеркалі: Історія Майкла Джексона».